# 聖書の話
聖書の話（せいしょのはなし）は、下記の形態で放送されている、民放ラジオ局におけるキリスト教関連の宗教番組。
1. CBCラジオで毎週月曜日の未明（日曜日深夜）に放送されていた。
2. KNBラジオで毎週日曜日の早朝（6:45-7:00）に放送されている[1]。

上記2つは題名は同じだが、全く別個の番組である。本項では両者について詳述する。

## CBCラジオ
聖書の話は、CBCラジオで毎週月曜日の未明に放送されていた、東京聖書センター（東京聖書教会）が制作するキリスト教関連の宗教番組。

### 放送時間
- CBCラジオ 日曜深夜（正確には月曜未明）1:00-1:15
  - 基本的に、毎週日曜日の最終番組として放送されていた。
  - ナイターシーズンの場合、ナイター中継の延長いかんで、その分だけ放送時間が繰り下げとなる。
（なお2010年以降は、土曜日と日曜日のナイター中継枠が一旦廃止されたのに伴い、まれにナイター中継が行われる場合を除き、放送時間への影響はない）
  - ナイターオフシーズンにおいても、番組編成によって放送時間が変動する。近年は深夜0:00-0:15となる場合が多くなっていた。
    - 2011年秋改編以降は、深夜0:30-0:45。

  - 2012年3月25日深夜（3月26日未明）放送分をもって終了。

### 番組内容
- 毎回、新約聖書のなかの一節を紹介し、それについての解説を行っていた。番組の最後には必ず、東京聖書センターの所在地を告知しており、同センターに必要事項を書いた葉書を送れば、新約聖書を無料で進呈する、としていた。なお進呈する新約聖書は、日本語訳版と英語版の2種類を用意しており、送付希望者はどちらか一方を選択しなければならなかった。
- 番組終了時に解説を担当していたのは、日本人の牧師と思われる男性だが、一般人であるためか、番組内では一切、自身の名前や肩書きを明らかにしていなかった。また、番組の冒頭と終了時における枠付けにおいても、解説を担当する人物の名前などは一切紹介されなかった。
- かつては外国人と思われる男性（上記と同じく名前などは番組で一切明かさなかった）が、日本語で解説を行っていたが、あまり流暢とは言えない日本語で、終始切々と語りかけるスタイルは、リスナーに強い印象を残した。またこの男性は、番組の最後に東京聖書センターの所在地を紹介する際、「私書箱」を説明するのに必ず「ししょばこ…『し』といいますのは『わたくし（私）』の『し』、『しょもつ（書物）』の『しょ』…」というフレーズを使っていた。
- 余談だが、この外国人と思われる男性は、同じCBCラジオの「のりのりだぁーポップン10ぷん」の『人気DJベスト5』というコーナーでランクインを果たしている。その際には「『聖書の話』の神父」という名前で紹介された。また、この「聖書の話」という番組名をペンネームにした者も存在した。
- その神父は1990年代に亡くなり、その訃報が番組内で流された際、改めて実名と職業が公表された。
- 2012年3月25日深夜に放送された最終回に於いて、日本人牧師が自らの健康上の理由により番組を終了すると発表した。これに伴い、CBCラジオでのキリスト教番組は『キリストへの時間』に事実上一本化された。

### 備考
- 終夜放送を行っている各民放ラジオ局はメンテナンス等のため、月曜日の未明（日曜日の深夜）に放送休止される事が多いが、CBCラジオでは長年にわたり、当番組を日曜日の最終番組に据えており、この番組及び終了アナウンスの後に放送休止に入る（近年は当番組が終了した後、1分のCMを挟んだのちに終了アナウンスに入る事が多い）。
- 姉妹番組といえる存在として、同じく東京聖書センター提供で、栃木放送と茨城放送で放送されていた「喜ばしき訪れ」があった。こちらも2012年3月に終了している。

## KNBラジオ
KNBラジオ（北日本放送）では、1958年より放送開始。
聖書の一節を紹介したうえ、それについて解説を加える点は、CBCラジオのものと同じだが、下記の点が大きく異なっている。
- 解説を行う牧師が冒頭で、所属する教会と自身の名前を自ら名乗っている（富山県内の教会に所属する牧師が担当しているが、一人に固定されてはいない）。
- 時間がある場合、賛美歌の一節を流すこともある。
- 放送時間が日曜の早朝とあってか、番組の最後に必ず「日曜礼拝」への来訪を呼びかけている。聖書の進呈は行っていない。